# Жак II д’Авен
Жак II д’Авен (френски: Jacques d'Avesnes) e фламандски рицар, участник в Четвъртия кръстоносен поход. Той е син на Адел дьо Гиз и Жак д' Авен, сеньор на Ландреси в графство Хенегау. Баща му командва контингент от фламандски рицари в Третия кръстоносен поход и загива през 1191 г. в битката при Арсуф. През 1200 г. Жак II д’Авен взима кръста и се включва в армията на своя сюзерен граф Балдуин Фландърски. През 1202г. на Корфу е сред тези рицари, който не са съгласни с промяната в плановете и искат да напуснат кръстоносната армия. През 1203 г. Авен се отличава при щурма на Галата, където е ранен. След превземането на Константинопол и конфлитка между Балдуин и Бонифаций Монфератски, Жак д' Авен взема страната на последния и става негов васал. Заедно с Бонифаций и Отон дьо ла Рош, Жак д' Авен участва в завоюването на Морея и ръководи обсадата на Акрокоринт, където се е укрепил Лъв Сгур. При един нощен излаз на византийците, Жак II д’Авен е тежко ранен в крака, но мъжественото му поведение дало сили на рицарите да отблъснат Сгур обратно в Акрокоринт. За смелостта проявена в завоюването на Евбея, през пролетта на 1205 г. владетелят на Солунското кралство дава на Жак II д’Авен като фиеф острова, който започва да се нарича от кръстоносците Негропонте. Жак д’Авен с разрешението на своя сюзерен разделя Негропонте на три феода, които дава на италиано-ломбардски рицари. Югът (Каристос) той дава на Равано дале Карчери († 1216) от Верона, средната част (Халкида) на Жилберто да Верона и севера (Ореос) на Пегораро дей Пегорари. Жак II д’Авен вероятно умира през 1209 г., когато е наследен от Равано дале Карчери. 